# カントン・ジャンクション駅
カントン・ジャンクション駅（Canton Junction Station）は、アメリカ合衆国マサチューセッツ州のカントンにある鉄道駅。北東回廊上にありマサチューセッツ湾交通局の通勤列車が利用できる。アムトラックの列車は停車しない。

## 概要
1835年開業で全米最古級の鉄道駅である。ただし、駅舎は1892年築である。列車はボストン・サウス駅・プロビデンス駅間を運行している。ストートン支線が分岐している。

### カントン高架橋

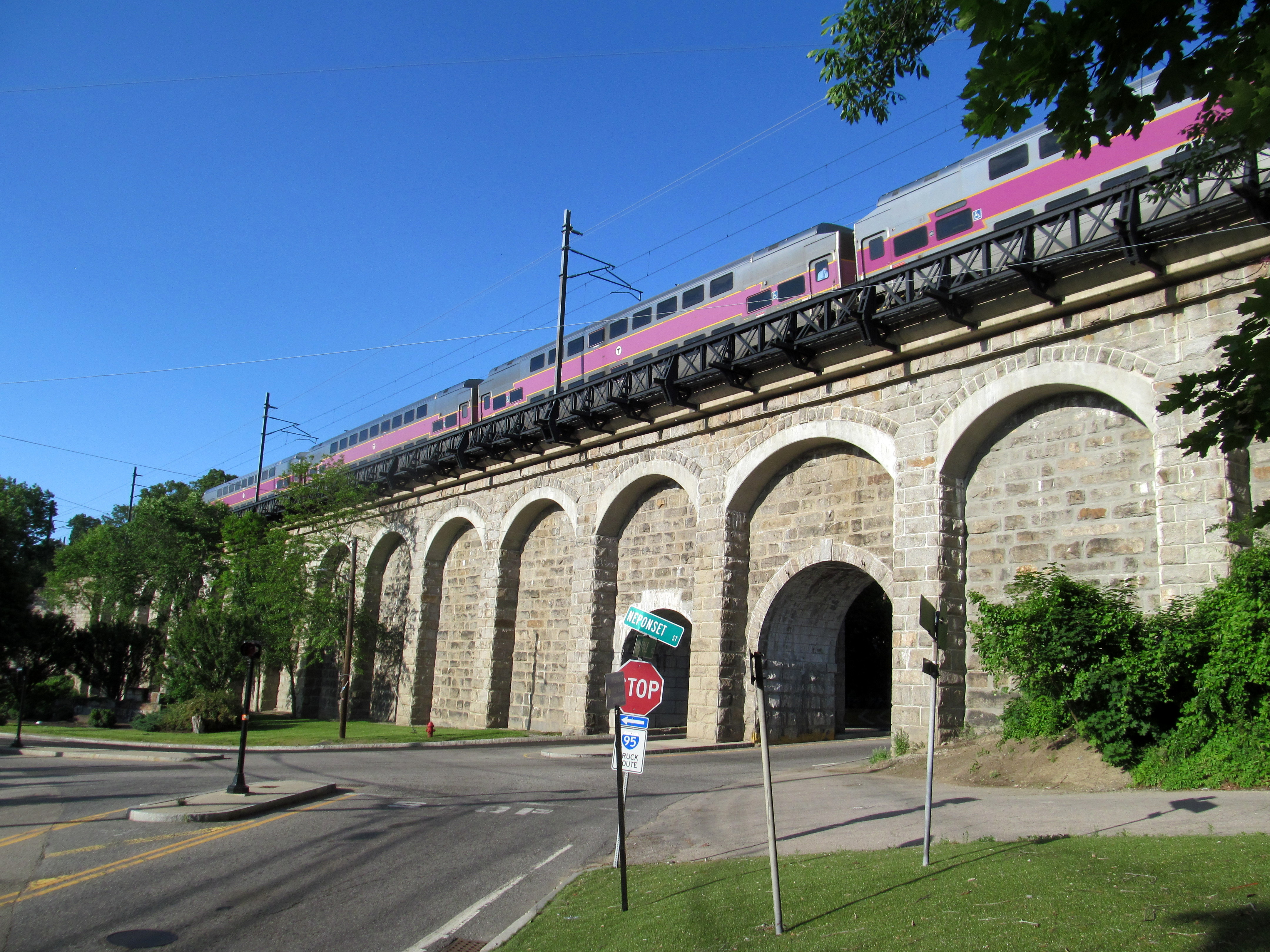
カントン高架橋

カントン高架橋（en:Canton Viaduct）は、カントン・ジャンクション駅の南500メートルにある谷を渡る石橋である。1835年完成で全米最古級の鉄道高架橋である。石工が整形した石を積み重ねる伝統工法で構築されており、個々の石に石工の刻印が彫られている。アメリカ合衆国国家歴史登録財に登録されている。全長187メートル、高さ21メートルである。